# Shohei Ono
Shohei Ono (en japonés: 大野 将平, Ono Shohei; Yamaguchi, 3 de febrero de 1992) es un deportista japonés que compitió en judo.
Participó en dos Juegos Olímpicos de Verano en la categoría de –73 kg, obteniendo tres medallas: oro en Río de Janeiro 2016 y oro y plata en Tokio 2020. En los Juegos Asiáticos de 2018 obtuvo una medalla de oro en la misma categoría.
Ganó tres medallas de oro en el Campeonato Mundial de Judo entre los años 2013 y 2019, y una medalla de plata en el Campeonato Asiático de Judo de 2012.

## Palmarés internacional
| Juegos Olímpicos    | Juegos Olímpicos        | Juegos Olímpicos | Juegos Olímpicos |
| Año                 | Lugar                   | Medalla          | Categoría        |
| ------------------- | ----------------------- | ---------------- | ---------------- |
| 2016                | Río de Janeiro (Brasil) | Medalla de oro   | –73 kg           |
| 2020                | Tokio (Japón)           | Medalla de oro   | –73 kg           |
| 2020                | Tokio (Japón)           | Medalla de plata | Equipo mixto     |
| Campeonato Mundial  |                         |                  |                  |
| Año                 | Lugar                   | Medalla          | Categoría        |
| 2013                | Río de Janeiro (Brasil) | Medalla de oro   | –73 kg           |
| 2015                | Astaná (Kazajistán)     | Medalla de oro   | –73 kg           |
| 2019                | Tokio (Japón)           | Medalla de oro   | –73 kg           |
| Juegos Asiáticos    |                         |                  |                  |
| Año                 | Lugar                   | Medalla          | Categoría        |
| 2018                | Yakarta (Indonesia)     | Medalla de oro   | –73 kg           |
| Campeonato Asiático |                         |                  |                  |
| Año                 | Lugar                   | Medalla          | Categoría        |
| 2012                | Taskent (Uzbekistán)    | Medalla de plata | –73 kg           |